# Philodendron giganteum
Philodendron giganteum là một loài thực vật có hoa trong họ Ráy (Araceae). Loài này được Schott miêu tả khoa học đầu tiên năm 1856.

## Hình ảnh

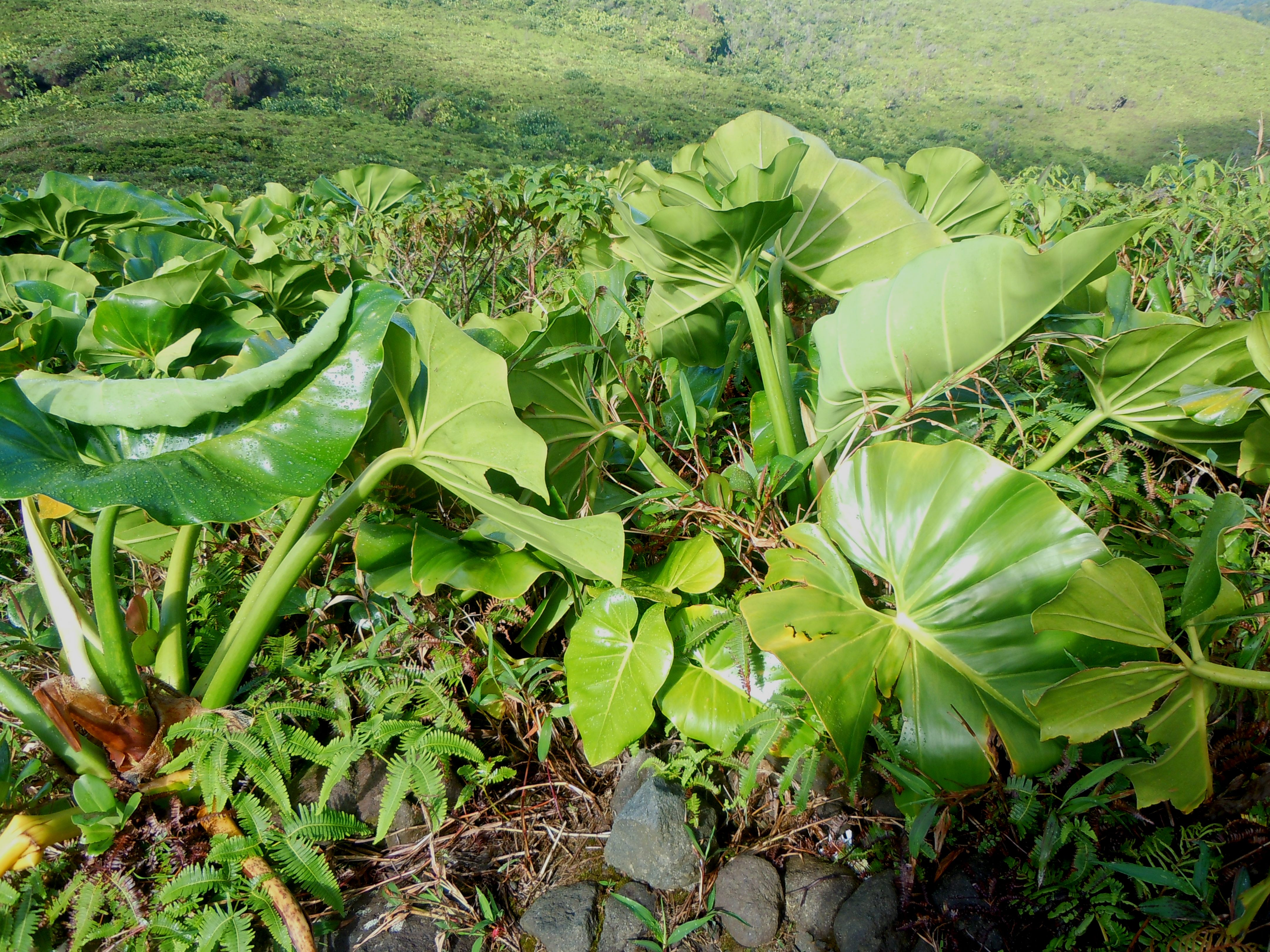
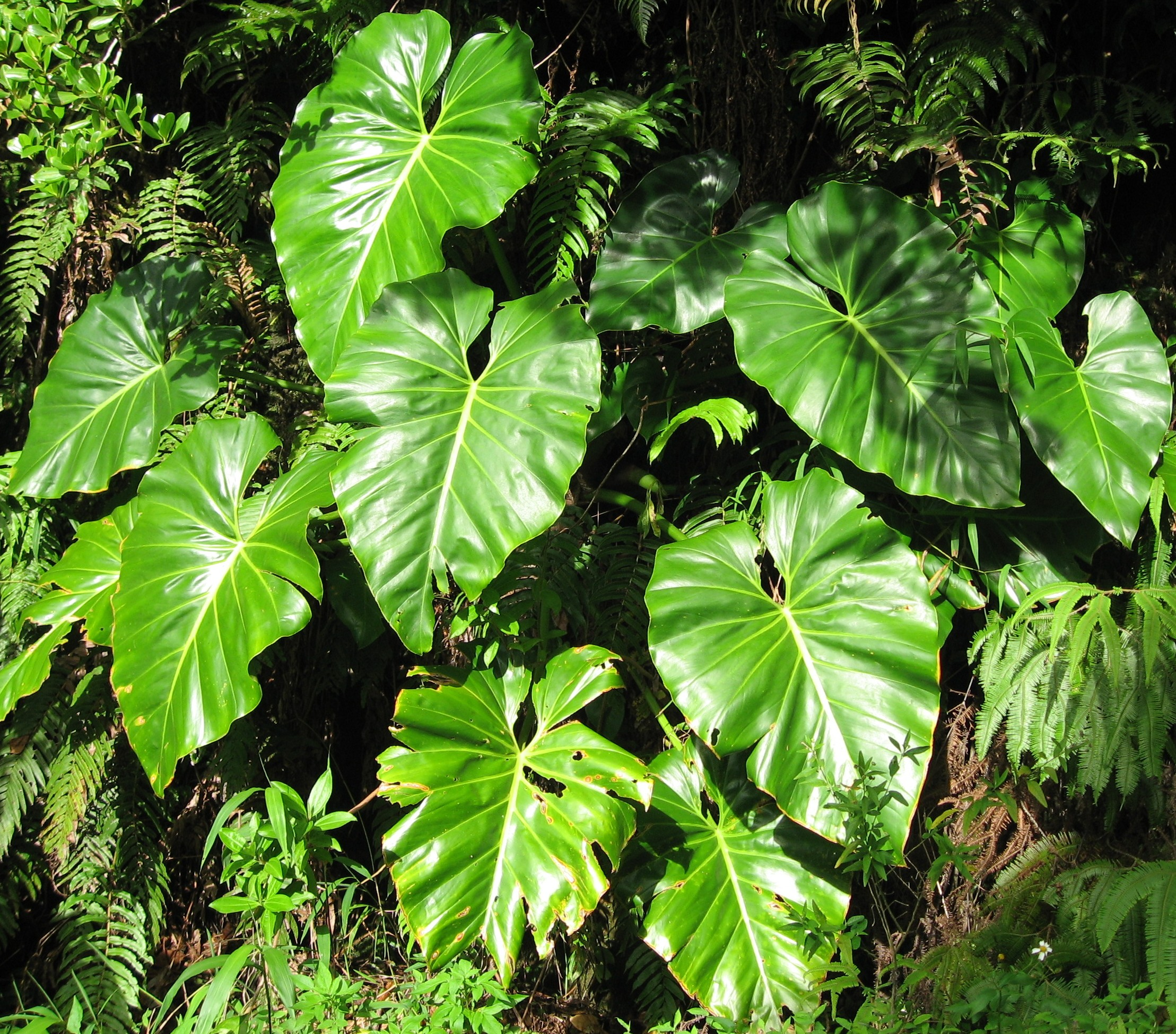
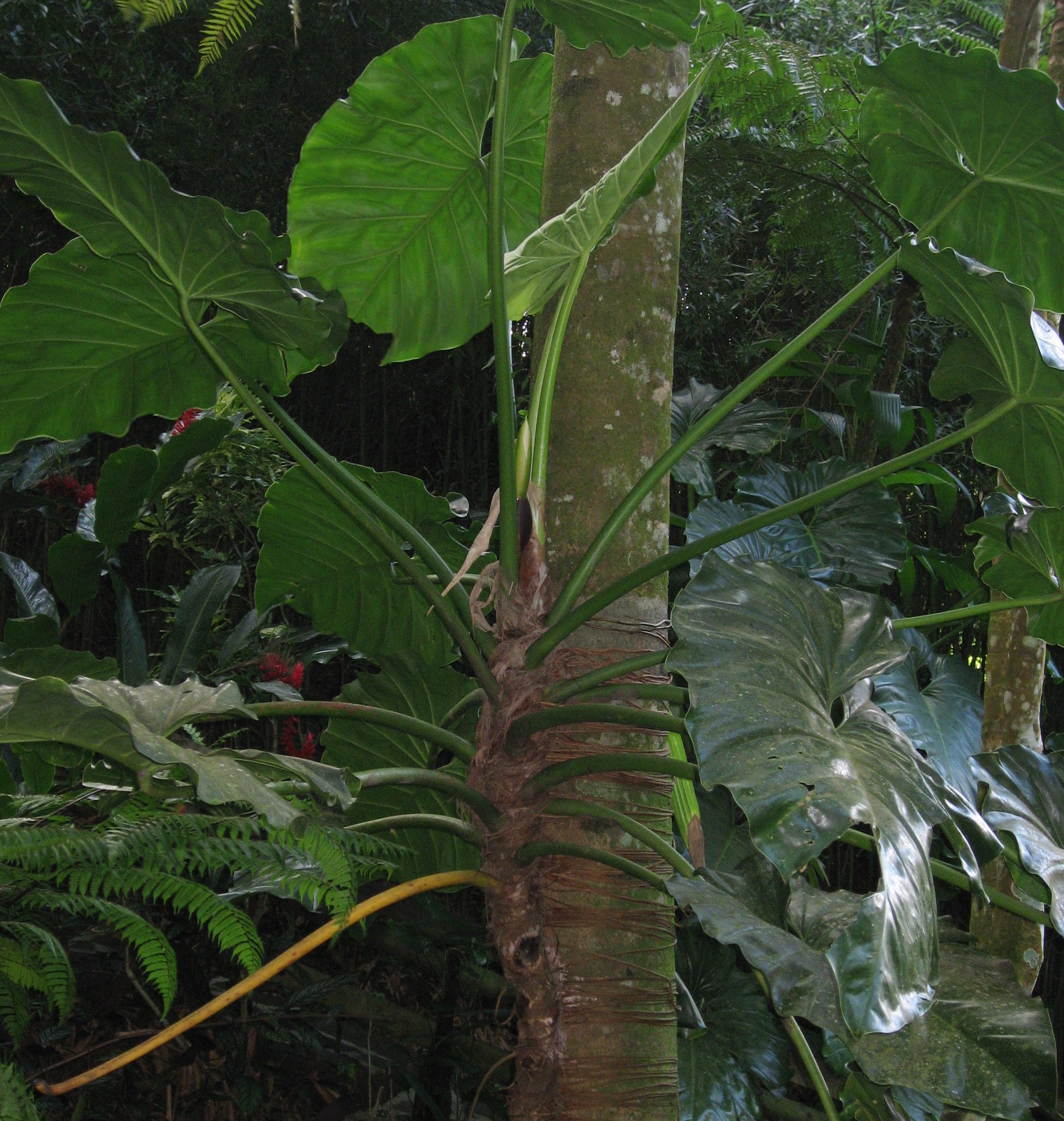